# La nevada
La nevada o L'hivern és un quadre de 1786 del pintor Francisco de Goya conservat en el Museu del Prado i que forma part de la sèrie de cartrons per a tapissos que representaven les estacions.

## Anàlisi del quadre
Correspon a una sèrie de cartrons que Goya va pintar per als tapissos que anirien destinats al menjador del Príncep d'Astúries, del Palau Reial d'El Pardo a Madrid. Va formar part d'un conjunt compost per Les floreres, La verema, L'era i aquest de l'hivern. Era una sèrie dedicada a les quatre estacions. L'original de Goya en el cas d'aquesta pintura està en el tema, en la manera d'interpretar i desenvolupar amb els pinzells el que és un hivern cru. És la primera vegada en la història de la pintura que es representa aquesta estació de manera realista, sense romanticismes; en general es venia representant de manera idealista, com una estació divertida i grata.
Aquí se'ns presenta com alguna cosa natural en els mesos de l'any, amb un ambient fred, desapacible i trist, on els protagonistes són uns personatges que sofreixen la rudeza del vent i la neu. Darrere d'ells va un ruc transportant un porc obert en canal. És una escena costumista més, de tantes com va pintar Goya. En aquest cas està parlant amb els seus pinzells de la matança del porc, que sol fer-se en els freds dies d'hivern. Tots els personatges de l'escena tenen fred, els tres homes del ruc, els guàrdies i fins al gos que amaga la cua entre les potes.
Amb l'ajuda del color blanc Goya aconsegueix transmetre el fred de la neu i el torb, contrastant amb els tons foscos del seu al voltant. Un altre element important en l'escena és el vent que mou els arbres desproveïts ja de les seves fulles, al mateix temps que llança flocs de neu al rostre dels homes. El tema va ser una novetat entre els seus contemporanis.